# Ian Watkins
Ian David Karslake Watkins (Merthyr Tydfil, Wales, 30 juli 1977) is de oprichter en zanger van de Welshe alternatieve-rockband Lostprophets. De band werd in oktober 2013 opgeheven.

## Biografie
Watkins is geboren in Merthyr Tydfil waarna hij naar Pontypridd is verhuisd. Hij ging daar naar de Hawtorn High School met toekomstig bandlid Mike Lewis. Na zijn schooltijd heeft hij een opleiding gedaan tot grafisch ontwerper. De liefde voor rock en metal muziek versterkte de vriendschap tussen Lewis en Watkins waardoor in 1991 de thrashmetalband Aftermath werd opgericht die speelde in de garage van Watkins zijn tuin.
In het lokale Ynysangharad Park, werd Ian Watkins voorgesteld aan toekomstig bandlid Lee Gaze. Ze vormden samen een nieuwe band genaamd Fleshbind, gebaseerd op hun Amerikaanse hardcore punk invloeden. De band heeft een paar optredens gespeeld inclusief een show samen met Feeder in Londen, maar de groep bestond maar kort.
Watkins werd daarna herenigd met Lewis, om drummer te worden in een band genaamd Public Disturbance (gevormd in 1995). Tegen die tijd verlieten Watkins en Gaze Fleshbind om hun eigen band, Lost Prophets op te richten die hun debuut in mei 1997 maakten naast Public Disturbance, met Watkins als zanger. Watkins verliet Public Disturbance in 1998 om te concentreren op de nieuwe genaamde band lostprophets (nu gespeld met kleine letters).
Op oudejaarsavond van 2008 heeft Watkins deelgenomen aan een concert voor het Kidney Wales Foundation en verklaarde zijn reden om mee te doen omdat zijn moeder een niertransplantatie nodig had: "Wanneer je het van dichtbij meemaakt was voor mij de reden dat ik betrokken wilde zijn met Kidney Wales en een inzamelingsconcert te organiseren op oudejaarsavond" " Bij het concert waren andere Welshe bands onder andere The Blackout, Kids in Glass Houses en Attack! Attack!.
In 2009 startte Watkins een remix side project: L'amour La Morgue. Tot nu heeft hij verschillende remixen uitgebracht van artiesten zoals The Killers, Young Guns, Magic Wands, Tears for Fears, en Bring Me the Horizon. Hij heeft ook een mixtape uitgebracht samen met de gratis download van een lied dat werd gedraaid tijdens een modeshow in 2008.

## Persoonlijk leven
Watkins is een lange tijd alcoholvrij gebleven maar heeft in een interview met "Kerrang" toegegeven dat hij drugs gebruikte. Watkins heeft een jongere zus (Lisa) en een jongere broer (Daniel). Watkins heeft een relatie gehad met Fearne Cotton in 2004-2005.
Op 26 november 2013 bekende Watkins voor de rechtbank in Cardiff meerdere kinderen seksueel te hebben misbruikt, onder wie een baby. Ook gaf hij toe dat hij kinderporno had geproduceerd en dierenporno in zijn bezit had gehad. Watkins werd op 18 december 2013 veroordeeld tot 35 jaar gevangenisstraf, waarvan 6 jaar voorwaardelijk. In augustus 2023 werd hij verwond door messteken van medegevangenen.

## Discografie

### Lostprophets
- 1997: Here Comes the Party
- 1998: Para Todas las Putas Celosas
- 1999: The Fake Sound of Progress (ep)
- 2000/2001: Thefakesoundofprogress
- 2004: Start Something
- 2006: Liberation Transmission
- 2010: The Betrayed
- 2012: Weapons

### Public Disturbance
- 1997: 4-Way Tie Up
- 1997: UKHC Compilation (contributing Agony and Fake as Fuck)
- 1998: Victim of Circumstance